# Emyli
Emyli ( エミリ , Emiri), Nació el 23 de abril de 1988, en Tokio, Japón. Es una cantante japonesa de R & B.

## Primeros años
Emyli nació y se crio en una zona residencial cerca de shibuya, Ella proviene de una familia de músicos, su padre fue productor musical, cantante, y entrenador vocal, desde muy pequeña comenzó asistir a academias de música, a los 3 años recibió sus primeras lecciones de ballet, al cumplir los 7 años comenzó su afición por el Hip Hop, sin embargo no fue hasta 1999.cuando comenzó una carrera profesional.

## Salto a la fama
En 2003 firmó contrato con BGM Japan, realizando su debut como "EMYLI", con el sencillo "Rain", para septiembre del mismo año, lanzó su segundo sencillo, seguido de su primer álbum titulado "Flower of life".
Tras el lanzamiento de su primer álbum, Emyli anunció que estaría inactiva (como solista) por tiempo indefinido, para unirse al proyecto musical de raperos "VOICE OF LOVE POSSE". al lado de músicos como "Bennie K" o "DJ KAORI", por mencionar algunos.
Para 2004 colaboró al lado de "M-flo" donde trabajaron juntos con el tema "The Other Side of Love ", fue aquí donde la bautizaron como "Sister E" (Sister Emyli), otro de sus temas al lado de M-flo es la canción "let go", escrito por "Yoshika". En 2005 vuelve a colaborar junto a M-flo y Yoshika, con los temas "DOPAMINE" Y "Loop In My Heart ".

## Problemas Internos
En septiembre de 2005, retoma sus actividades como solista con su tercer sencillo nombrado "Come Home", por razones desconocidas, su sencillo fue lanzado como "Emyli", sin las letras en mayúsculas. Varias teorías señalan que esto ocurrió, debido a problemas con su sello discográfico, ya que el sencillo anteriormente mencionado, fue lanzado de forma independiente.
En junio de 2006 Emyli, se graduó de una academia musical ala que asistía, ubicada en USA, retorno Japón e ingreso a la "Universidad Sofía de Tokio" para estudiar literatura japonesa. Meses más tarde firmó contrato con la disquera Up-Front Works,(sello discográfico más conocido como zetima 's) donde lanzó un sencillo titulado , " Don't Vanish Love ", sin embargo debido a problemas con la disquera sobre el manejo de su carrera, solo lanzó dos temas más, y posteriormente se desvinculó de esta.

## Actualidad
Su sencillo más actual es "Wanna Dance", lanzado en 2010, exclusivamente para iTunes y CD Baby. Desde entonces y hasta la actualidad, Emyli realiza sus trabajos, de manera independiente, además de seguir colaborando con otros músicos japoneses.

## Álbum
- [2003.09.25] Flower of Life

## Sencillos
- [2003.06.25] RAIN
- [2003.09.10] Someday
- [2005.09.02] Come Home
- [2006.10.25] Don't Vanish Love
- [2007.04.18] Day by Day
- [2007.07.18] Tekito LOVER feat. VERBAL (テキトーLOVER; The Right Lover)
- [2010.04.29] Take Me Away
- [2010.07.23] Wanna Dance